# Ramburiella
Ramburiella is een geslacht van rechtvleugeligen uit de familie veldsprinkhanen (Acrididae). De wetenschappelijke naam van dit geslacht is voor het eerst geldig gepubliceerd in 1906 door Bolívar.

## Soorten
Het geslacht Ramburiella omvat de volgende soorten:
- Ramburiella bolivari Kuthy, 1907
- Ramburiella foveolata Tarbinsky, 1931
- Ramburiella turcomana Fischer von Waldheim, 1846
- Ramburiella garambana Dirsh, 1964
- Ramburiella hispanica Rambur, 1838
- Ramburiella signata Fischer von Waldheim, 1846